# Вдовий дворец (Плён)
Герцогский Вдовий Дворец (нем. Witwenpalais) в Плёне в северогерманской земле Шлезвиг-Гольштейн был резиденцией герцогини Доротеи Кристины (нем. Dorothea Christine). За свою историю здание также служило детским домом и несколько раз перестраивалось. Сегодня здесь находится районный музей Плёна.

## Исторический обзор
Дворец вдовы первоначально был величественным домом, созданный примерно в Средневековье. Первые упоминания появляются около 1385 года, и был феодом (Burglehen) близлежащего замка Плён. Первоначальное здание было отремонтировано около 1540 года и использовалось для различных целей во время правления герцогов Плёна, в том числе в качестве сиротского приюта с 1685 года. С 1756 года он был расширен, чтобы стать вдовьим местом для Доротеи Кристины, матери герцога Фредерика Карла. С XX века в этом здании разместился районный музей района Плёна.
Бочкообразный сводчатый подвал дворца датируется 1540 годом, после чего здание несколько раз перестраивалось и расширялось. Другие изменения в структуре были сделаны в 1639 и 1685 годах, но он получил свой нынешний стиль барокко около 1756 года, хотя фронт был переработан около 1842 года в стиле классицизма. Дворец представляет собой двухэтажное здание под высокой мансардной крышей. Он имеет девять крыльев и оштукатуренный фасад, обращенный к городу; другие его фасады выложены кирпичом.
Характер интерьера — это трансформация XIX века; на верхнем этаже сохранился бальный зал в стиле рококо 1756 года, который выходит в сад.